# Inland Sea (Gozo)

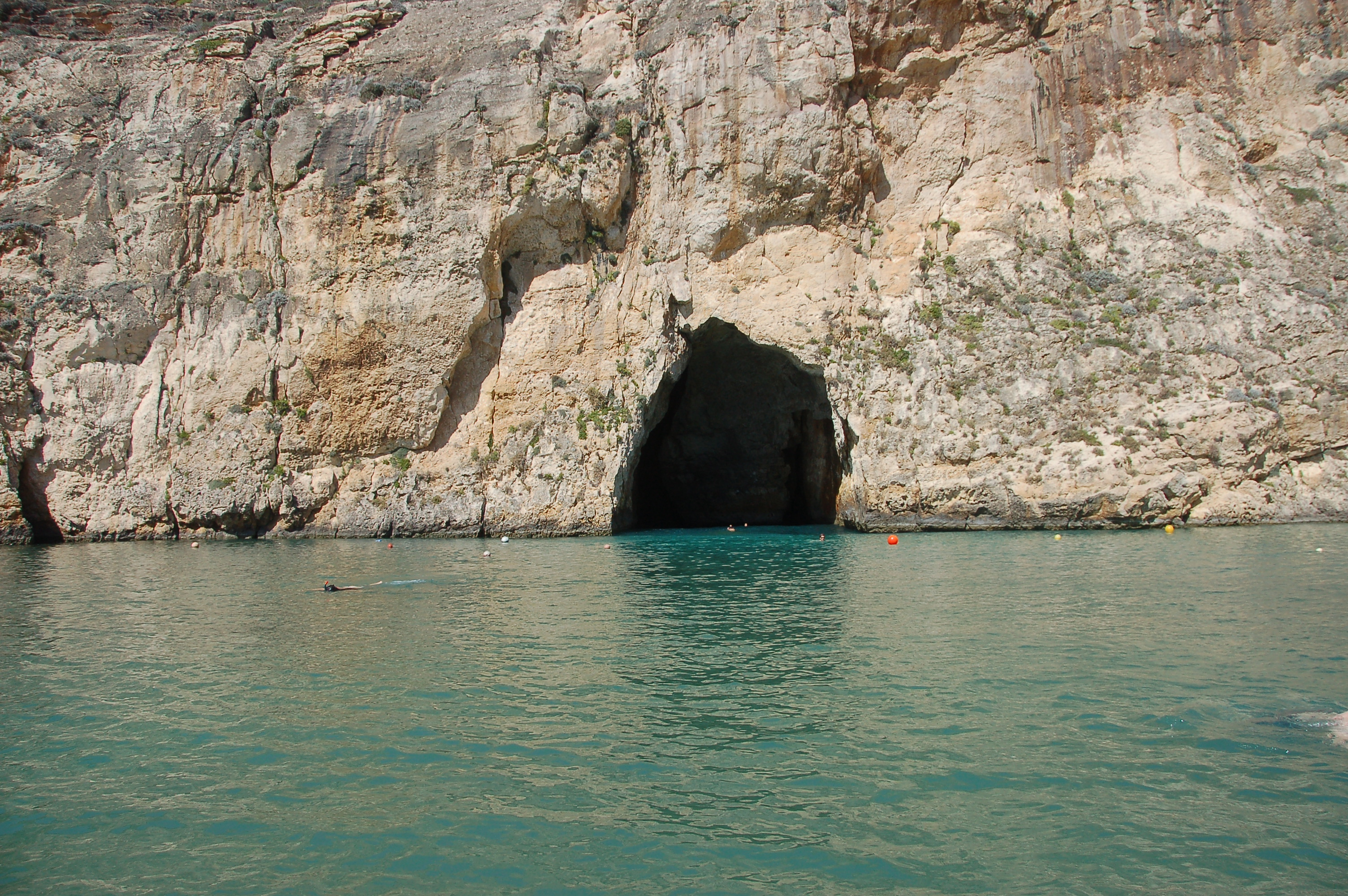
Der Inland-See mit dem Tunnel zur offenen See

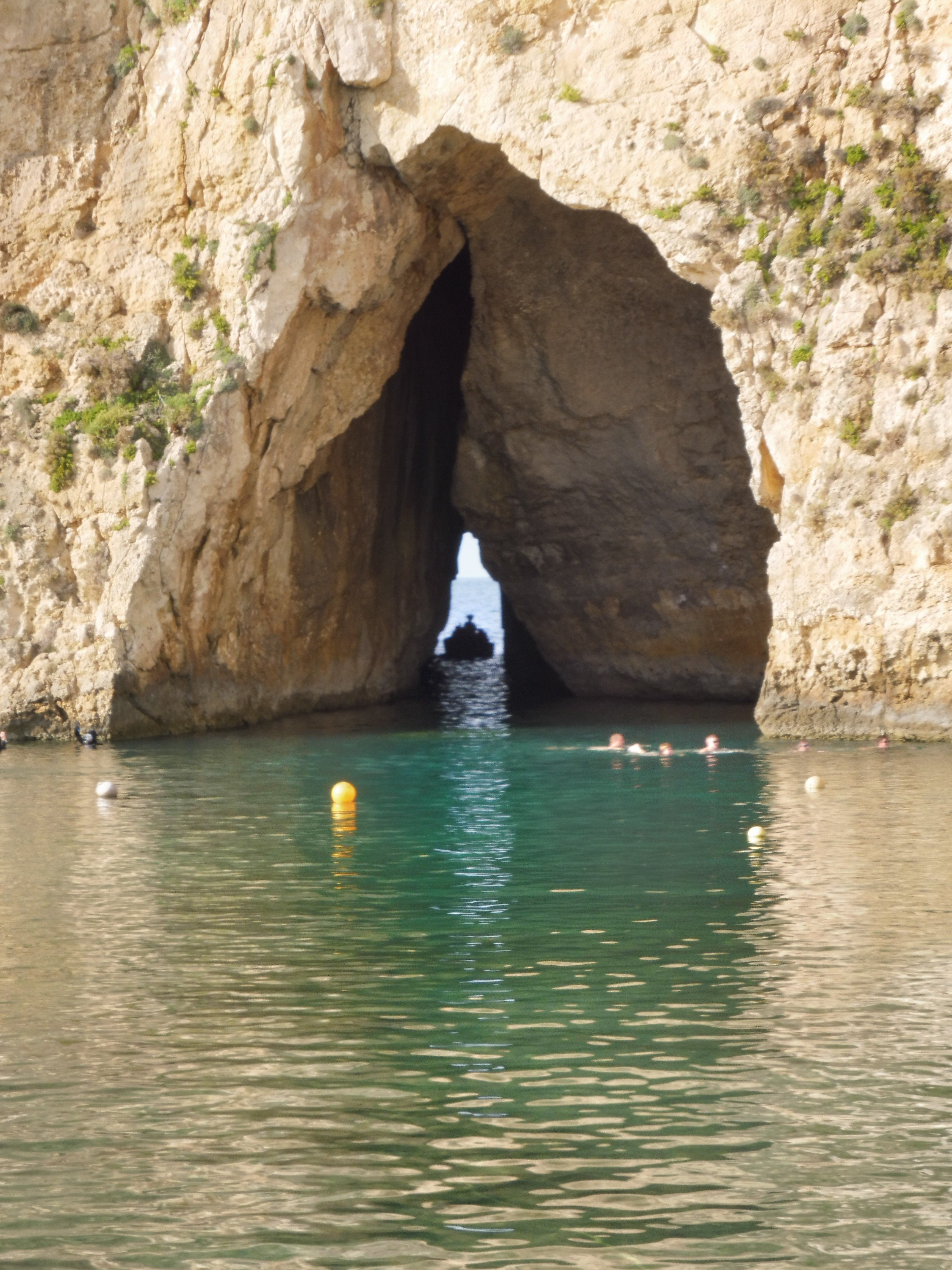
Blick durch den Tunnel

Die Inland Sea (maltesisch Il-Qawra, deutsch das Inlandmeer) ist ein natürlich entstandener Salzwassersee im Westen der maltesischen Insel Gozo, der über einen Tunnel mit dem Mittelmeer verbunden ist.

## Entstehung
Die Klippen um den Dwejra Point bestehen an der Küstenlinie aus Korallen- und Globigerinenkalk (Lower Coralline Limestone), dem härtesten und ältesten Gestein der Insel. Er entstand vor etwa 24 Millionen Jahren und erreicht hier eine Mächtigkeit von etwa 130 Metern. Der See hat sich wahrscheinlich, wie auch einige andere geologische Strukturen der Gegend, durch das Einstürzen einer Höhle im Miozän gebildet. Die hier entstandene etwa 30 Meter tiefe Mulde füllte sich im Anschluss mit Meerwasser. Die Mulde hat eine Ausdehnung von etwa 250 Metern, der See nimmt davon an seiner breitesten Stelle etwa 125 Meter ein. Durch Erosion wurde der etwa 100 Meter lange Tunnel in der etwa 40 Meter hohen Wand nach und nach erweitert.

## Lage

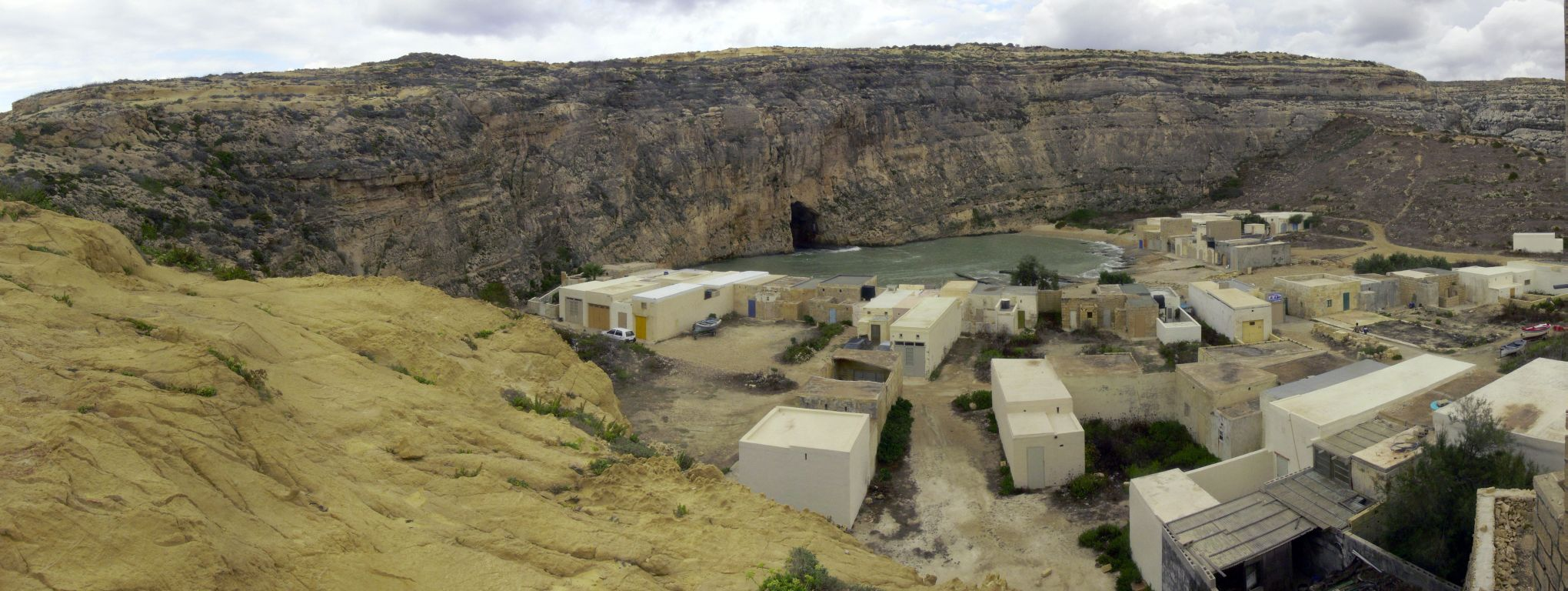
Blick von oben auf den See und die umliegenden Fischerhütten

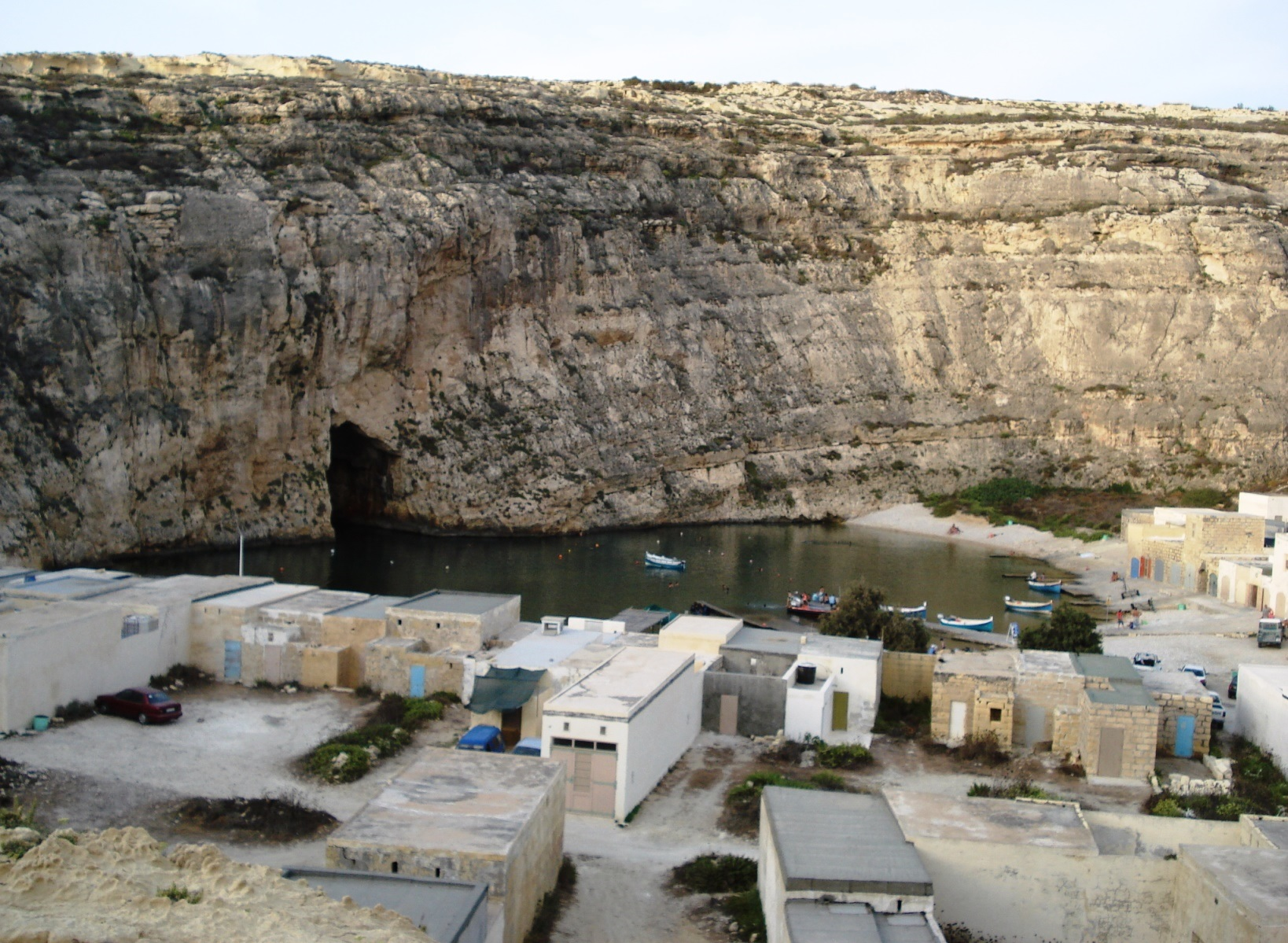
Blick auf den Inland Sea & die umgebende Bebauung

Von San Lawrenz erreicht man den See über eine Straße, die in Richtung des ehemaligen Azure Window ausgeschildert ist. Diese endet an einem Parkplatz, der See befindet sich etwa 150 Meter östlich des ehemaligen Azure Windows, dazwischen befindet sich die 1963 erbaute kleine Kirche Chapel of St. Anne. Um den See haben örtliche Fischer ihre Hütten erbaut, mehrere Stege führen in den See, der Strand ist grob steinig. Der Eingang zum Tunnel von der Meerseite wird wegen des tiefblauen Wassers davor und innen Ghar iz-Zerqa (blaue Höhle) genannt.

## Tourismus

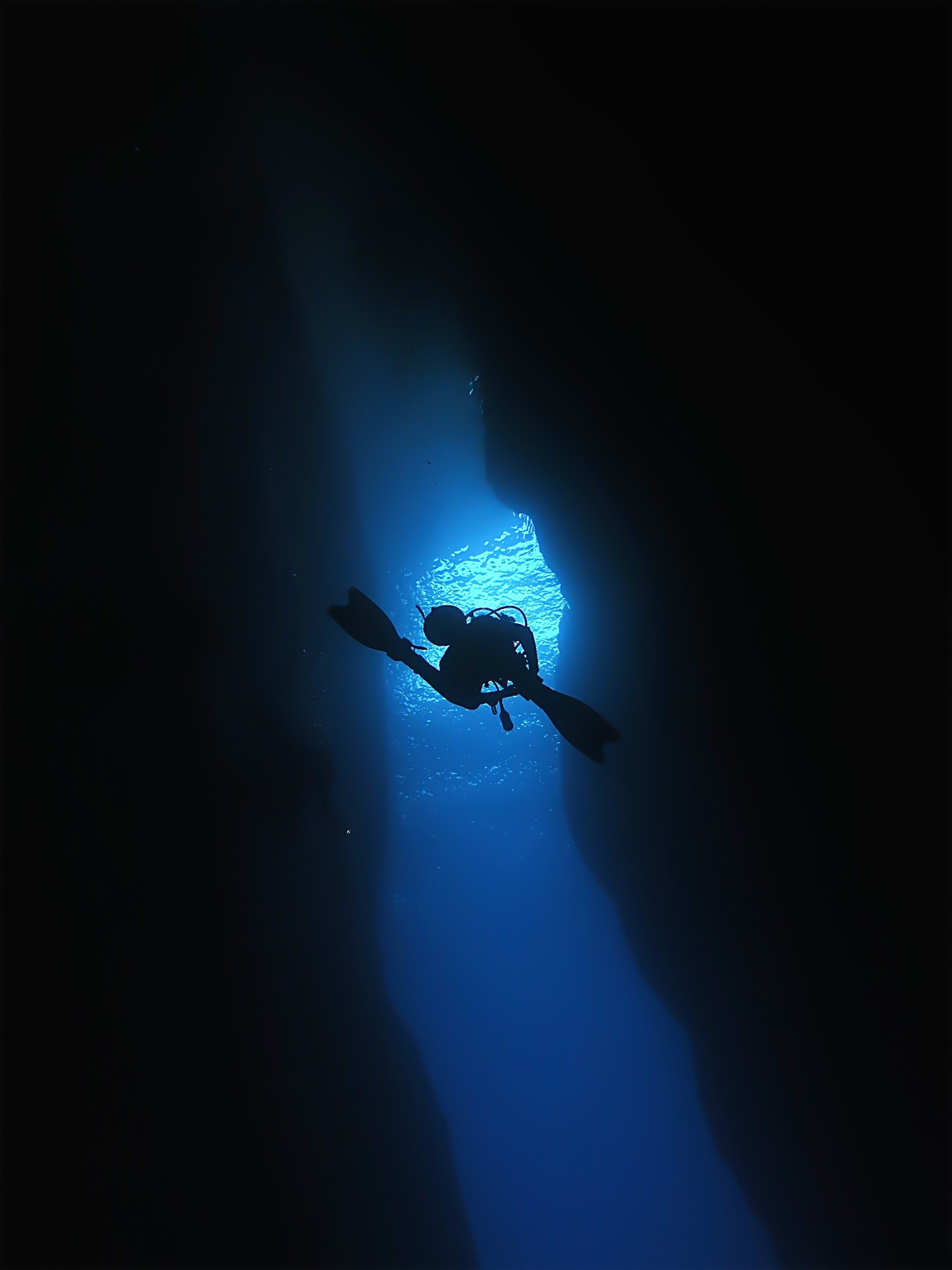
Taucher in der Inland Sea

Zusammen mit dem 2017 eingestürzten Azure Window, dem Dwejra Tower, dem Blue Hole und dem Fungus Rock stellt der See eine der Hauptattraktionen Gozos dar. Besonders Tagestouristen von Malta können diesen Ort bequem mit den Bussen erreichen, alle Attraktionen vor Ort sind zu Fuß zu erreichen. Etwa 750.000 Touristen besuchen jährlich diesen Ort, im Sommer kann es hier daher sehr voll sein. Man kann im See und im Tunnel baden, schnorcheln und tauchen.
Die lokalen Fischer bieten bei ruhigem Wetter vom Anleger am See Bootsfahrten durch den Inland Sea Tunnel zum Fungus Rock an. Hierbei kommen die für Malta typischen Luzzu-Boote zum Einsatz. Diese Ausfahrten stellen eine wichtige Nebenerwerbsquelle für die Fischer dar. Der See, der Tunnel und auch das umliegende Mittelmeer ist eins der beliebtesten Tauchgebiete der Insel Gozo.